# ST 警視庁科学特捜班
『ST 警視庁科学特捜班』（エスティー けいしちょうかがくとくそうはん）は、1998年から刊行されている今野敏による日本の警察小説シリーズ。2013年に日本テレビ系で単発スペシャルとして同名タイトルでテレビドラマ化されたあと、2014年に『ST 赤と白の捜査ファイル』のタイトルで同局にて連続ドラマ化された。その後2015年に、同ドラマの劇場版として映画化された。

## 概要
現代犯罪の多様性に対応するために警視庁科学捜査研究所に新設された、「ST」（Scientific Taskforce、科学特捜班）と呼ばれる架空の組織の活躍を描いた作品。非常に優秀な能力を持ちながらも、それぞれの理由によって科学捜査に従事しているSTメンバーが、能力を生かして不可解とも思える様々な事件を解決していく。
シリーズ第1作は1998年3月に講談社ノベルスより刊行された、『ST 警視庁科学特捜班』。以後『ST 警視庁科学特捜班 毒物殺人』、『ST 警視庁科学特捜班 黒いモスクワ』を経て、STメンバーそれぞれに焦点を絞った「色シリーズ」、さらには各地の伝説を物語に絡めた「伝説シリーズ」が刊行されている。
なお、STメンバーの名前にはそれぞれ「赤」「青」「黒」「山吹（黄）」「翠（緑）」といった具合に色の名前が含まれており、それが『赤の調査ファイル』というように、前述の「色シリーズ」のサブタイトルになっている。
2010年12月現在、講談社ノベルス版が11冊、講談社文庫版が10冊刊行されている。
また、2009年11月から2010年4月まで佐賀新聞等の地方新聞にてシリーズの序章にあたる『化合』が連載され、2011年7月にはシリーズの中で初めてハードカバーで単行本が刊行された。

## あらすじ
警視庁のキャリアである百合根友久警部は、上司の三枝俊郎参事官に呼び出され、創設時の華々しい活躍以降は、すっかり警視庁の無駄飯食らい扱いされている「科学特捜班」通称「ST」の監督役を拝命する。それぞれが一芸に秀でた優秀な捜査官ながら、性格的に難を抱え、通常の組織ではやって行けないはみ出し者ぞろい。中でも優秀な法医学医師で天才的頭脳を持ちながら「対人恐怖症」を抱える赤城左門は、百合根と顔を合わせようとすらしない。STを束ねるために、百合根は四苦八苦するが、捜査一課との連絡係である元先輩の菊川警部補からは厭味を言われ、現場の刑事たちにはあからさまに疎まれ、落胆する。しかし、徐々に事件の捜査におけるSTの優秀さが表れるにつれ、周囲からの彼らへの接し方、ひいては組織内での彼らの評価・立場にも変化が生じていく。

## 主な登場人物

### 科学特捜班（ST）
百合根 友久（ゆりね ともひさ）
STを任されたキャリアの警部。シリーズ開始時30歳。理数系ではないため、STメンバーの思考や言動についていけないところがある。協調性が皆無で性格的にも癖のあるSTメンバーを束ねるために四苦八苦していたが、STを率いて捜査に携わるうちにSTへ愛着のようなものを持ち始める。当初は意見や指示をしても相手にされないこともあったが、メンバーからは「キャップ」と呼ばれ、徐々に信頼されるようになる。
キャリア組ではあるものの、捜査に関しては経験が皆無であることを自覚しており、その点では捜査一課のベテラン刑事である菊川に助けられているが、しばらくは彼に対して気後れのようなものを感じていた。また、人を惹きつける才能のある赤城に対しては、密かに羨ましいと思っている。
赤城 左門（あかぎ さもん）
STの法医学担当。京和大学の医学部を卒業しているが、対人恐怖症という医師としては致命的な問題を抱えていたため、法医学の道に進む。現在は対人恐怖症を克服しているものの、その名残として女性恐怖症である。彫の深い顔立ちで無精ひげを生やしているが、不潔というわけではなく、むしろ男の色気を感じさせるとのこと。
本人は一匹狼を気取っており、事あるごとにそれを口にもするが、本人の主張に反して人を惹きつける天性の才能を持っており、STメンバーからは「リーダー」として信頼されている。
青山 翔（あおやま しょう）
STの文書鑑定担当。専門は筆跡鑑定、ポリグラフ、プロファイリングなど。人間離れした美貌を持つ青年。自分の興味をそそること以外には基本的に無関心であり、捜査にもあまり積極的ではないことが多い。しかし、捜査が進んでくるにつれて興味が湧くと、プロファイラーならではの意見で捜査の助言をする。口癖は「もう帰っていい？」。
雑然とした空間を好む秩序恐怖症であり、整頓された場所を嫌う。そのため、自分のデスクは常に驚くほど散らかっている。本人曰く、過剰な潔癖症の1つの現れなのだという。
趣味はクラシック音楽の鑑賞で、同じ趣味を持つ菊川とはその話題に限って意気投合する。
また、同著者が手掛ける別シリーズ安積班シリーズの短編集『陽炎』に収録されている「科学捜査」にシリーズを超えた形で登場している。
黒崎 勇治（くろさき ゆうじ）
STの第一化学担当。人間ガスクロ（ガスクロマトグラフィー）と呼ばれるほどに発達した嗅覚を持っており、毒物などの臭いをすぐさま嗅ぎ取れる。さらに人間の体臭なども敏感に嗅ぎ取ることから、翠と共に「人間嘘発見器」とも呼ばれている。
極端に無口な性格で、必要最低限の事柄しか口にしない。趣味は武道の修練（さまざまな武道・武術に精通）。先端恐怖症で、それが武術の優秀さにも繋がっている、と百合根は考えている。
山吹 才蔵（やまぶき さいぞう）
STの第二化学担当。警視庁に勤務してはいるが、僧籍を持った本物の僧侶でもある。そのため、事件現場に駆けつけた際には被害者へ経を読むこともある。僧侶ということもあって宗教全般にも詳しく、それがきっかけで事件を解決に導いたこともある。
STの中では、かなりまともな部類に入る人間で、メンバーとの関わり方に困惑する百合根をさりげなくサポートする・メンバーの一見不可解な行動や言動をさりげなくフォロー・無口な黒崎の通訳、など、役割は多い。
結城 翠（ゆうき みどり）
STの物理学担当。絶対音感と超人的に発達した聴覚を持っており、部屋の外の会話や普通の人間の可聴領域を超えた音域まで聴き取れる。人間の心音を聴き取り、黒崎と共に「人間嘘発見器」として活躍することもある。
本来は潜水艦のソナー員になりたかったが、潜水艦の乗組員は女性には狭き門であるうえ、閉所恐怖症という潜水艦乗りには致命的な問題を抱えていたため、断念した。閉所恐怖症の影響で飛行機などでの長距離の移動は苦手であり、常に開放的で露出度の高い服を着ている（豊満な身体を大胆なほどに晒しすぎる服装のため、周囲が困惑することも多い）。
菊川 吾郎（きくかわ ごろう）
STと捜査一課との連絡係を担当する刑事。45歳。正確にはSTではなく警視庁捜査一課の警部補だが、有事の際には基本的にSTと行動を共にし、彼らをサポートする。見るからに叩き上げの刑事といった風貌で、当初はSTに対しても否定的だった。しかしSTの実力が分かるにつれ、徐々に彼ら寄りの側に立場を変えていく。
STメンバーの中でも青山と翠とは特に折り合いが悪かったが、モスクワへの出張以来、翠をよく気にかけるようになる。また、クラシック音楽の鑑賞が趣味であり、同じ趣味を持つ青山とはその話題に関してのみ意気投合する。好きな指揮者はブーレーズ。妻帯者。

### 科学捜査研究所
桜庭 大悟（さくらば だいご）
科学捜査研究所の所長。階級は警視。精悍な雰囲気の人物で、STの創設に熱意を上げた。予算の関係でSTが解散させられそうになった際も、百合根に実績を出すようにと発破をかけるなど、STの存続に尽力している。
三枝 俊郎（さえぐさ としろう）
桜庭の下に就く科学捜査研究所の次長。階級は警視。公安出身で、顔は柔和でも目は常に笑っていないという印象を与える。STの運営を任されているが、実務に関しては百合根に一任している。
警視庁捜査一課の警部補時代（『化合』）、菊川と組んでいた。菊川より6、7歳上。

## 刊行一覧
ノベルスは講談社ノベルスより、文庫は講談社文庫より刊行。

### 初期シリーズ
- ST 警視庁科学特捜班（ISBN 4-06-182010-9、1998年3月）
  - 文庫版（ISBN 4-06-273206-8、2001年6月）
  - 文庫新装版（ISBN 978-4-06-277864-0、2014年5月）
- ST 警視庁科学特捜班 毒物殺人（ISBN 4-06-182095-8、1999年9月）
  - 文庫版（ISBN 4-06-273539-3、2002年9月）
  - 文庫新装版（ISBN 978-4-06-277870-1、2014年7月）
- ST 警視庁科学特捜班 黒いモスクワ（ISBN 4-06-182162-8、2000年12月）
  - 文庫版（ISBN 4-06-273930-5、2004年1月）

### 色シリーズ
- ST 警視庁科学特捜班 青の調査ファイル（ISBN 4-06-182307-8、2003年2月）
  - 文庫版（ISBN 4-06-275398-7、2006年5月）
- ST 警視庁科学特捜班 赤の調査ファイル（ISBN 4-06-182324-8、2003年7月）
  - 文庫版（ISBN 4-06-275475-4、2006年8月）
- ST 警視庁科学特捜班 黄の調査ファイル（ISBN 4-06-182350-7、2004年1月）
  - 文庫版（ISBN 4-06-275554-8、2006年11月）
- ST 警視庁科学特捜班 緑の調査ファイル（ISBN 4-06-182415-5、2005年1月）
  - 文庫版（ISBN 978-4-06-275645-7、2007年2月）
- ST 警視庁科学特捜班 黒の調査ファイル（ISBN 4-06-182449-X、2005年8月）
  - 文庫版（ISBN 978-4-06-275733-1、2007年5月）

### 伝説シリーズ
- ST 警視庁科学特捜班 為朝伝説殺人ファイル（ISBN 4-06-182490-2、2006年7月）
  - 文庫版（ISBN 978-4-06-276403-2、2009年7月）
- ST 警視庁科学特捜班 桃太郎伝説殺人ファイル（ISBN 978-4-06-182575-8、2007年12月）
  - 文庫版（ISBN 978-4-06-276818-4、2010年11月）
- ST 警視庁科学特捜班 沖ノ島伝説殺人ファイル（ISBN 978-4-06-182757-8、2010年12月）
  - 文庫版（ISBN 978-4-06-277526-7、2013年6月）

### その他
- 化合（ISBN 978-4-06-216982-0、2011年7月、講談社[注 1]） - 若い頃の菊川･三枝を描いた作品。
  - 文庫版（ISBN 978-4-06-277798-8、2014年6月）
- プロフェッション（ISBN 978-4-06-219679-6、2015年8月、講談社）
  - ノベルス版（ISBN 978-4-06-299066-0、2016年2月）
  - 文庫版（ISBN 978-4-06-293729-0、2017年9月）

## テレビドラマ

### ST 警視庁科学特捜班
2013年4月10日21:00 - 23:08に日本テレビ系にて単発スペシャルドラマとして放送された。藤原竜也と岡田将生のダブル主演。
後述の連続ドラマ化に伴い、2014年7月2日にはBD / DVDが発売された。

#### あらすじ（単発ドラマ）
警視庁キャリア組の百合根友久は、ある日、科捜研内に新設された捜査権を持つ庁内のはみだし者による集団、通称「ST」こと科学者集団「Scientific Taskforce」（警視庁科学特捜班）の統括を任ぜられる。科捜研の優秀な分析官だったが、とある事件で負ったトラウマから引きこもりとなり、人前に姿を現さなくなったSTのリーダー的な存在である赤城左門に至っては、捜査会議にも出てこない。エリートであるものの経験も浅くストレスに弱い百合根は、メンバーたちの変人ぶりに頭を抱える。そんな中、日本初の無差別銃乱射事件が発生し、STに出動命令が下る。

#### キャスト（単発ドラマ）
- 赤城 左門（あかぎ さもん） - 藤原竜也
- 百合根 友久（ゆりね ともひさ） - 岡田将生
- 青山 翔（あおやま しょう） - 志田未来
- 結城 翠（ゆうき みどり） - 芦名星
- 黒崎 勇治（くろさき ゆうじ） - 窪田正孝
- 山吹 才蔵（やまぶき さいぞう） - 三宅弘城
- 高垣刑事（たかがきけいじ） ‐ 夕輝壽太
- 高梨組長（たかなしくみちょう） ‐ 山田明郷
- 池田 厚作（いけだ こうさく）[注 2] - 林遣都
- 菊川 吾郎（きくかわ ごろう） - 田中哲司
- 三枝 俊郎（さえぐさ としろう） - 渡部篤郎
- 劇中『スッキリ!!』出演 - 加藤浩次（極楽とんぼ）、テリー伊藤、杉野真実
- その他 - 山崎静代、寉岡萌希、伊藤梨沙子、関野昌敏、吉永秀平、赤尾板明、児玉貴志、高橋賢一、辞本直樹、副島美咲、音月桂、木川淳一、森谷ふみ

#### スタッフ（単発ドラマ）
- 脚本 - 渡辺雄介
- 演出 - 佐藤東弥（日本テレビ）
- テーマソング - 0.8秒と衝撃。「kama-boko」
- オープニングナレーション - 神谷浩史[3]
- 選曲 - 志田博英
- 特殊メイク - 藤原カクセイ
- 特殊効果 - 杉谷政次
- 「ガッキー君」デザイン・造形 - トムラアツシ（ピコピコ）
- ファイティングコーディネート - 佐々木修平
- プロファイリング監修 - 桐生正幸
- 警察監修 - 尾崎祐司
- チーフプロデューサー - 神蔵克、大平太
- プロデューサー - 森雅弘（AX-ON）、大野哲哉（日本テレビ）
- 制作協力 - 日テレアックスオン
- 製作著作 - 日本テレビ

### ST 赤と白の捜査ファイル
『ST 赤と白の捜査ファイル』（エスティー あかとしろのそうさファイル）のタイトルで、2014年7月16日から9月17日までの毎週水曜日22:00 - 23:00に日本テレビ系の「水曜ドラマ」枠で放送された。主演は藤原竜也、岡田将生。本作品は前述した単発ドラマの続編。
最新話は本放送日から1週間だけ公式サイトで無料配信後、日テレオンデマンドで有料配信された。
平均視聴率は11.3%。

#### あらすじ（連続ドラマ）
不完全ながらもどうにかSTのキャップとして格好がつき始めた百合根。だが、創設の立役者で、事実上の後見役でもあった三枝が突如警察を辞職し、喫茶店のマスターに鞍替えしてしまう。後任の松戸紫織は過去に翠と確執があったようでSTの存在を快く思っておらず、解散をちらつかせながら成果を要求する。
引き籠もりからは脱出したものの、持ち前の頭脳から繰り出される数々の嫌味や毒舌により現場の刑事たちと激しく対立する赤城。そして、マイペースを貫き捜査会議や現場をかき乱す青山たち。
STを守るため、百合根は警察組織と赤城らSTメンバーとの板挟みになりながらも奮闘する。

#### キャスト（連続ドラマ）
※原作と一部異なる設定もあるため改めて記載。連続ドラマ独自の人物説明を記述。

##### 警視庁科学特別捜査班（ST）
赤城 左門
演 - 藤原竜也
STの実質的リーダー。元政和大学病院医師で法医学者。現場を一目見ただけで、遺体の状況から犯人像や犯行状況などを読み取る優秀な分析官。だが、過去に不正を告発しようとした結果、大学病院内の上司や同期からいじめに遭い、それが原因で極度の対人恐怖症や人間不信を抱え、さらに過去に扱った事件が原因で引き籠もりになった。つまるところ、結成されて最初の事件で大きな成果を上げながら、機能不全に陥ったのは、赤城が影響している。自宅マンションに引き籠もり、監視カメラとマイクで様子を窺い、メールなどでSTのメンバーに指示を出していたが、百合根の奔走で抜け出す。だが、他人と目を合わせられず上手くコミュニケーションが取れないため、聞き込みや尋問は苦手である。また、身内と認識している警察組織の人間に対しては毒舌、暴言を吐き、「無能者」呼ばわりしているせいで、現場の捜査員から嫌われる。現場に出る際に使用していた「ガッキーくん」の着ぐるみを三枝に預けたが、ストラップなどにして相変わらず「ガッキーくん」を愛用している。百合根に対しては、悪態をついたり辛辣な言葉を吐くが、本質的には信頼を寄せており、唯一無二の友達だと思っている。事件の謎を解くことが、社会に貢献し、自らが役に立つ存在だと証明する手段だと考えている。劇場版では、殺人犯として追われることになる。事件後、異動が決まった百合根に今までの御礼として、ガッキー君の人形を渡した。
百合根 友久
演 - 岡田将生
STの名目上のリーダーでキャップ。キャリア組で階級は警部→警視。性格は、温厚で人当たりも良く、エリートを鼻にかけない。しかし、度を越して几帳面で思いついたことや、これからやろうとすることはすべてメモしなければ気が済まない「メモ魔」。銃の腕前は、赤城が「天才的なシューター」と認めるほどである。
正義感が強く熱血体質だが、空回りすることが多い。発想は貧困で、実際の捜査では、聞き込みや尋問に際して関係者や被疑者と会話する程度で、目立った活躍はない。労力の大半は、STと警察組織、事件関係者の調整役に費やされている。
「キャップ」というのはほとんど愛称で、栄転が決まってからは「ミスター」と他人行儀な呼び方に変えられて辟易していた。赤城をはじめとするSTメンバーに対しては「保護者」という自覚から、彼らの立場を最大限に尊重するよう取りはからっており、それは自身にしかできないことだと思っている。その実、STメンバーたちへの愛情とひたむきな情熱が、優秀であると同時に欠陥に対する劣等感も強いメンバーたちの心を支えており、赤城らが百合根から自立するため悪戦苦闘の末に他人扱いすることになったのだが、百合根本人にはその自覚がない。劇場版では、STからの異動を3日後に控え、赤城と別れる事になる。事件後、松戸から異動の事を断ることも勧められたが、それを辞退して、警察庁刑事局特殊犯罪対策室に異動していった。異動が決まり、階級は警視に昇任。成長して赤城と再会することを約束する。なお、本事件は（翠の助言はあったものの）百合根が単独で謎を解いた唯一の事件でもある。
青山 翔
演 - 志田未来
FBIで犯罪心理学を学んだプロファイリングのエキスパートで、Ph.D.を取得している。この方面に関しては、赤城よりも優れており、信頼もされている。ただ潔癖症が高じた結果、物などが散乱していないと気が済まない秩序恐怖症。デスクの周囲は常に乱雑になっており、服装や髪型などもわざと乱している。混乱した状況や修羅場が大好きで、そうした場面に遭遇すると異常に興奮する。赤城ほどではないが、辛辣な物言いで現場の刑事たちを怒らせることがある。実は、資産家の令嬢で、自宅に帰る際には着替えて別人のようになる。その事実を知るのは、赤城と百合根に限られる。STの仲間内では赤城を誰よりも信頼し、百合根をからかうことも多いが本音では好意を持っている。「もう帰っていい?」が口癖。仲間内をプロファイリングしないことを約束させられているが、百合根はよく分析にかけられて本音や秘密を暴露されている。赤城や池田が「赤城に似ている」と評しているが、赤城と違い、周りに溶け込もうとする姿勢を見せている事も認められている。
結城 翠
演 - 芦名星
人並外れた聴力を持ち、物理のエキスパート。聴力は数十メートル離れた先の会話を聴いたり、靴音で人物を特定したり、微妙な楽器の音色も聞き分けることが出来る。また、コンピューターを使っての情報分析には特に秀でる。人目を惹く美人で、男を手玉にとる魔性の女といった妖艶な雰囲気を持つ。だが、極度の閉所恐怖症で、露出度の高い服装は常に開放的でいたいという意思表示。人間関係についても窮屈な関係を嫌うため、束縛されることを嫌う。そのため男性との交際で束縛を感じてすぐに破局、女性に走ったが男性以上に束縛するとして、性交渉を全く行っていないらしく、初登場時に「私は処女よ」と明言している。
黒崎 勇治
演 - 窪田正孝
科学のエキスパート。嗅覚に優れており、事件現場に残された臭いから様々な情報を得る。先端恐怖症であり、鉛筆の芯や刃物などの先の尖った鋭利なものを向けられると、ひるんでしまう。そのため、人の話す言葉にも棘があると感じてしまい、言葉をめったに喋らなくなる。極端な人見知りで、無口を通り越し、仲間とのコミュニケーションもカカオトークや山吹への耳打ちに限定されている。被疑者確保の際には颯爽と現れて、被疑者を簡単にねじ伏せてしまうほど格闘術に秀でている。映画にて相対する事となった百合根が「超強い体でシミュレーションしたけど勝てない」と語るほど、その強さは認められている。性格は、ストイックかつ真面目で一本気。百合根と直に話すことはほとんど無いが、むしろ好感を持っている。また、SUDENAGURI事件においては、犯人を「これは菊川さんの分」と言いながら殴るなど、仲間意識は高い。
山吹 才蔵
演 - 三宅弘城
警察官と僧侶の二足の草鞋を履く異色の存在。実家の寺を継ぎ、非番の際は住職として活動する。人の生死を目の当たりにする機会が多い警察官をしていたことから、余計に信心深くなった。極度の不眠症を抱えており、「寝られないなら、いっそ働いていよう」との考えから今に至る。化学のエキスパートであるのと同時に、STの良心とも言える存在で、仲間たちからは頼りにされている。特に、黒崎は、山吹を通さないと意思表示ができない。かつて幼馴染の不良少女と大恋愛に落ちていたが、この少女が事故死してしまい、山吹自身も自殺を考えるほど追い込まれてしまった。これを克服するために僧籍に身を置くようになった。

##### 警視庁刑事部捜査第一課
菊川 吾郎
演 - 田中哲司
階級は警部補。捜査一課時代の百合根の先輩。叩き上げのため、キャリア組の百合根がST配属時に警部に昇進したのを快く思わず、その後しばらくは「百合根“警部殿”」などと嫌味を言っていた。ただ、わりとウェットなタイプで後輩思い。STを任されてから思い悩む百合根を後押しし、「足を使った捜査」でSTを助ける。連絡役としてSTに関わるが、赤城から悪態をつかれ、青山から能なし呼ばわりされるなど散々な扱いだった。その後、警視庁警務部人事課に栄転が決まり、現場を離れる。その際に、STのメンバーが本音では仲間の一人だと思っていたことを知る。後任の筒井を案じていたが、それに関しては取り越し苦労だった。
筒井 桃子
演 - 柴本幸
菊川とコンビを組む女性刑事。菊川と共に、STのメンバーたちからは、散々な扱いを受ける。菊川が栄転することになり、後任として連絡役を任される。だが、割合にタフで打たれ強く、赤城からセクハラまがいの暴言を浴びせられてもめげない。堅実志向で、未婚ながらローンを組みマンションを購入している。その話が出た際も赤城から「殉職することは考えないのか」などと縁起でもない言葉を浴びせられている。親からは、刑事をやめて結婚するよう催促されている。
牧村 真司
演 - 水上剣星
警視庁捜査一課の捜査官。異動になった菊川の後任として、筒井とコンビを組むことになる。筒井と常に行動を共にし、熱血漢で、行動的な彼女を支えている。
池田 草介
演 - 林遣都
管理官で松戸の補佐。百合根とは警察学校時代からの同期で親友。百合根と2人の時は同期として接し、彼から「池田」と呼び捨てで呼ばれ、愚痴を言い合えるほどの仲。気難しい性格。捜査本部の指揮官としてSTに助けられた過去から、その能力については買っており、なにかにつけ百合根に情報を流したり、松戸への取りなしをするなど後方支援をしている。百合根の栄転が決まり、百合根の後任としてSTのキャップに任命された。百合根は自分以外にはSTのキャップは務まらないと思っていた。性格はキャリアのエースを自認し、エリート然とふるまうが、STへ一定の理解を持っている。若くして出世したため、年上の部下の扱い方に悩む。
人質立てこもり事件で犯人が赤城を指名したことから、モモタロウ事件捜査のため現場に出ている赤城にかわり「身代わり」となる。青山のバックアップで赤城役をそつなくこなしていたが、途中からは見事なアドリブで犯人との交渉を行い情報を引き出した。ただ、不可抗力で警察手帳を見られ身分がばれてしまい、激高した犯人と揉み合うなか狙撃班の銃弾から犯人を庇ったことで被弾し負傷。こうした一連の行動から、STの信頼を得ている。出世欲から家庭を顧みなくなり、結婚生活が破綻した過去を持つ。
松戸 紫織
演 - 瀬戸朝香
理事官で三枝の後任のST監査役。STの組織解体をちらつかせ、早急な成果を求めるなど、百合根とは真っ向から対立する。決断力・統率力に優れ、男社会の警察組織で出世を果たす芯の強さを持つ。その真意については、側近の池田でさえ計りかねるほどであり、百合根・赤城・STメンバーに厳しく接するが、それは彼らの能力を高く評価していたためである。池田のことも厳しい接し方の裏で温かく見守っており、彼らが最高に能力を発揮できるよう、STの組織解体後の配置転換については、各人につきファイル1冊分になるほどの検討を重ねていたうえ、チームとして成長する能力を買ってSTを存続させていた。現場に不可欠な百合根の引き抜きを決めた上層部の意向には、不信感を抱いている。尊敬の対象である三枝が警察を辞めたふりをしていたことは、最終話まで知らなかった。
三枝 俊郎
演 - 渡部篤郎
参事官でST監査役。物語開始直後、Cafe3のマスターに転身する。温厚で包容力のある人格者で、様々な出来事に直面して悩む百合根や赤城を温かく支える。モモタロウ事件関係者の湯原・吉村とは同期。松戸のことを信頼している。
最終話では、マスターへの転身は、湯原の暴走を止めるための見せかけであり、潜入捜査をしていたことが判明する。事件解決後は、警察へ復職している。

##### ゲスト
キャスト名横の表記は出演回。
第1話
- 岩谷 慎太郎（八神の彼氏・実業家） - 升毅
- 八神 秋子（ファッションモデル） - 加藤夏希
- 渡部 卓也（八神のマネージャー） - 湯江健幸
- 渕田 仁美（八神のライバルモデル） - 矢吹春奈
- 篠崎 治（ホームレス） - 田口主将
- 笹本 雅彦（芸能カメラマン） - スギウチタカシ
- 杉田 英吉（八神のストーカー） - 小谷昌太郎
- バーのマスター - ファンキー加藤

第2話
- 広塚 章太 / 大畑 アキオ（ライトノベル作家） - 忍成修吾（幼少期：石塚獅桜）
- 大畑 章夫（マンション管理人） - 中山仁
- 山田 修（元文具メーカー社員） - 大沼遼平

第3話
- 内藤 茂太（黒崎の友達・役者の卵） - 石垣佑磨
- 向井 卓也（夏目会幹部） - 松田賢二
- 荒木 健介（極央組組長） - 岡田正典
- 斉藤 マリ（ホステス） - 小田あさ美
- その他 - 上野なつひ（クラブママ）

第4話
- 町田 智子（苦楽苑信者） - 須藤理彩（少女期：北村海歩）
- 阿久津 昇観（苦楽苑教祖） - 松田悟志
- 篠崎 雄介（阿久津の1番弟子） - 鈴木一真
- 山県 佐知子（阿久津の秘書） - 霧島れいか
- 園田 健（苦楽苑信者篠崎派） - 山中良弘
- 吉野 孝（苦楽苑信者篠崎派） - 庭野純平
- 田中 聡美（苦楽苑信者・園田の彼女） - 入矢麻衣
- 工藤 香織（苦楽苑信者・吉野の彼女） - 鈴木麻愛
- 永井 明美（苦楽苑信者） - 飯尾弘子
- 村田 和義（苦楽苑信者） - 古川康

第5話
- 上原 毅彦（オクトパスプロAD） - 笠原秀幸
- 安達 春輔（霊能者） - 阪田マサノブ
- 水木 優子（タレント） - 逢沢りな
- 千葉 光義（オクトパスプロディレクター） - 吉野容臣
- 細田 康夫（オクトパスプロプロデューサー） - 吉永秀平
- 戸川 一郎（オクトパスプロAD） - 鈴木勝吾
- 小山 信明（中央工科大学物理学部教授） - 花ヶ前浩一
- 山田 稔（ガーデンハイツ401号室の住人・DJミノル） - ブラザートム

第6話
- 平戸 憲弘（政和大学病院呼吸器内科講師・赤城の医学生時代の同期） - 柏原収史
- 小山 あずさ（政和大学病院研修医） - 岩田さゆり
- 大越 隆太郎（政和大学病院総合内科主任教授） - 長谷川初範
- 武藤 真紀（武藤の妻） - 宮澤美保
- 武藤 嘉和（医療過誤被害者） - 濱野貴博
- 城間 知美（政和大学病院看護師） - 小林きな子

第7話
- 柚木 響子（ヴァイオリニスト） - 黒坂真美
- 辛島 秋仁（東都音楽大学職員） - 姜暢雄
- 福島 玲子（東都音楽大学非常勤講師） - 関めぐみ
- 大野 伸一郎（音楽プロデューサー） - 羽場裕一
- 小松 貞夫（東都音楽大学教授） - 下総源太朗

第8話
- 新島 泰弘（青南大学犯罪心理学教授・春名の夫） - 西岡德馬
- 新島 春名（優名の母・ストーカー殺人事件被害者遺族） - 高橋ひとみ
- 冬木 佳子（啓介の母・傷害致死事件被害者遺族） - 宮地雅子
- 田所 順（7年前の傷害致死事件加害者） - 金井俊太郎
- 小林 栄太（4年前のストーカー殺人事件被疑者） - 藤波将

第9話 - 最終話
- 湯原 圭太（元埼玉県警察捜査官・三枝の同期） - 石黒賢
- 関本 雄蔵（埼玉県警察捜査官） - 葛山信吾
- 氷川 涼介（フィットネスジム立てこもり犯） - 眞島秀和（第9話）
- 野村 佳代子（氷川の元妻） - 肘井美佳（第9話）
- 鮫島 賢一（元埼玉県警察捜査官・小金井の身辺警護員） - 土師正貴
- 倉地 久則（モモタロウ事件第1被害者・高校教師） - 奥原邦彦
- 泉田 マチ子（モモタロウ事件第2被害者・美容商品販売会社経営者） - 新田えみ
- 畑山 録太郎（モモタロウ事件第3被害者・作家） - 下原浩二
- 小金井 誠（モモタロウ事件第4被害者・コガネイホールディングス経営者） - 長谷川公彦
- 倉地 静江（倉地の妻） - 鯉沼トキ（第9話）
- 吉村 聖子（女性警察官強姦殺人事件被害者） - 浅田光（最終話）
- 天木 新平（3カ月前のモモタロウ事件被害者） - 蒲池貴範（最終話）
- 関本 麻衣（関本の妻） - 石堂夏央（最終話）

#### スタッフ（連続ドラマ）
- 原作 - 今野敏『ST 警視庁科学特捜班』シリーズ（講談社文庫刊）
- 脚本 - 渡辺雄介、みなづきともこ、真野勝成、大口幸子、深沢正樹、及川真実、夏川朋子
- 音楽 - 木村秀彬
- 演出 - 佐藤東弥、長沼誠（AXON）、山下学美
- 主題歌 - ファンキー加藤「太陽」（ドリーミュージック）[7]
- 演出補 - 田部井稔、工藤貴紀、木村修、安食大輔
- 音楽プロデューサー - 志田博英
- タイトルバック - 松井夢壮
- 特殊メイク - 松井祐一
- アクションコーディネーター - FCプラン
- 「ガッキー君[8]」デザイン・造型 - ピコピコ（トムラアツシ）
- 警察監修 - 尾崎祐司
- プロファイリング監修 - 桐生正幸
- 科学捜査監修 - 山崎昭、古山翔平
- 法医学監修 - 内ヶ崎西作、高木徹也
- 医療監修 - 堀エリカ
- 科学監修 - 岩尾徹
- 仏教指導 - 天野證範
- 法律監修 - アディーレ法律事務所
- 企画協力 - 河野治彦
- チーフプロデューサー - 伊藤響
- プロデューサー - 森雅弘（AXON）
- 協力プロデューサー - 吉川恵美子、茂山佳則
- プロデュース補 - 加藤晶子、岡宅真由美、鈴木亜希乃
- 制作協力 - 日テレアックスオン
- 製作著作 - 日本テレビ

#### 放送日程
| 各話                                                       | 放送日  | サブタイトル                                                              | 脚本                    | 演出     | 視聴率 |
| ---------------------------------------------------------- | ------- | ------------------------------------------------------------------------- | ----------------------- | -------- | ------ |
| 第1話                                                      | 7月16日 | オレ様刑事と弱気な警部が難事件をズバリ解決! 最高の相棒刑事ドラマ誕生      | 渡辺雄介                | 佐藤東弥 | 13.6%  |
| 第2話                                                      | 7月23日 | 相棒刑事が卑劣な犯罪を追う! 大好評の新バディが今夜も難事件をズバリ解決!   | 渡辺雄介                | 佐藤東弥 | 11.4%  |
| 第3話                                                      | 7月30日 | 迫る炎に美女の悲鳴・連続放火事件に隠された謎を追え! 相棒刑事が事件に挑む  | みなづきともこ 渡辺雄介 | 佐藤東弥 | 13.1%  |
| 第4話                                                      | 8月06日 | 謎の集団自殺に隠された欲望の罠・ 哀しい男と女の悲劇を天才赤城左門が解く!  | 真野勝成                | 佐藤東弥 | 12.6%  |
| 第5話                                                      | 8月13日 | 真夏の夜の心霊スポットの謎・ 暗闇に美女の悲鳴が響く! 証人全員の嘘を暴け!  | 大口幸子                | 長沼誠   | 09.8%  |
| 第6話                                                      | 8月20日 | 女医監禁の裏に医療ミスの秘密! 天才赤城左門の秘められた過去が今夜明らかに  | 深沢正樹                | 長沼誠   | 09.5%  |
| 第7話                                                      | 8月27日 | 天才・赤城左門が密室殺人の謎を暴く全員に動機アリ・ 死者のメッセージを解け | 及川真実 渡辺雄介       | 長沼誠   | 09.9%  |
| 第8話                                                      | 9月03日 | 母の悲しみが奏でる死の子守唄・ 天才赤城左門VS犯罪心理学の権威 究極の対決! | 夏川朋子                | 山下学美 | 08.9%  |
| 第9話                                                      | 9月10日 | いよいよ大詰めシリーズ最大の難事件にST絶体絶命・ モモタロウの謎を解け!    | 渡辺雄介                | 佐藤東弥 | 11.4%  |
| 最終話                                                     | 9月17日 | ついに最終回 シリーズ最大の難事件モモタロウの謎今夜完結! 黒幕の正体は?    | 渡辺雄介                | 長沼誠   | 12.2%  |
| 平均視聴率:11.3%（視聴率は関東地区、ビデオリサーチ社調べ） |         |                                                                           |                         |          |        |

| 日本テレビ系 水曜ドラマ                        | 日本テレビ系 水曜ドラマ                             | 日本テレビ系 水曜ドラマ                              |
| 前番組                                         | 番組名                                              | 次番組                                               |
| ---------------------------------------------- | --------------------------------------------------- | ---------------------------------------------------- |
| 花咲舞が黙ってない （2014年4月16日 - 6月18日） | ST 赤と白の捜査ファイル （2014年7月16日 - 9月17日） | きょうは会社休みます。 （2014年10月15日 - 12月17日） |

## 映画 ST 赤と白の捜査ファイル
2015年1月10日に、全国東宝系で公開された。
撮影は連続ドラマと並行して行われた。

### あらすじ（映画）
百合根の異動を4日後に控えたある日、凶悪犯罪者を乗せた護送車が車と衝突する事故が発生する。脱走した犯罪者は即座に再逮捕され、解決したかに見えたが、運転手の証言と監視カメラの映像から、その交差点は全方向に青信号が点灯していたことが判明する。容疑者として鏑木徹が挙げられ、一通りの推理を説いた赤城は池田に鏑木に関するファイルを与えるが、その住所は偽物であり、本来の住所に向かった捜査員たちが見たのは、炎上した鏑木宅から出てくる赤城と、鏑木の焼死体だった。赤城を池田と松戸が取り調べると、警察のネットワークにハッキングした鏑木が汚職を暴いたために殺されたと証言される。これらの状況と、STから赤城の汚職を暴いたファイルが提示され、本人に促される形で赤城を逮捕する。STは解散に追い込まれ、真意を確かめたい百合根は池田を殴ることで逮捕されて赤城の隣に留置されるも、その真意を明かさないまま赤城が脱走してしまう。松戸を中心として本事件の捜査本部が立ち上げられ、釈放された百合根をはじめ、STも吸収されることとなる。ここに、逃走する赤城と、赤城を追う捜査本部との戦いがはじまった。

### キャスト（映画）
連続ドラマのレギュラーキャストは全て出演する。
- 赤城 左門 - 藤原竜也
- 百合根 友久 - 岡田将生
- 青山 翔 - 志田未来
- 結城 翠 - 芦名星
- 黒崎 勇治 - 窪田正孝
- 山吹 才蔵 - 三宅弘城
- 菊川 吾郎 - 田中哲司
- 筒井 桃子 - 柴本幸
- 牧村 真司 - 水上剣星
- 池田 草介 - 林遣都
- 松戸 紫織 - 瀬戸朝香
- 三枝 俊郎 - 渡部篤郎

#### ゲスト（映画）
- 鏑木 徹 - ユースケ・サンタマリア[13]
- 堂島 菜緒美 - 安達祐実[14]
- 堂島 椿 - 鈴木梨央
- 『ZIP!』 
  - 桝太一（日本テレビアナウンサー）
  - 郡司恭子（日本テレビアナウンサー）
- 『PON!』 
  - 岡田圭右（ますだおかだ）
  - 佐藤良子（日本テレビアナウンサー）
  - 篠宮暁（オジンオズボーン）
  - 高松新一（オジンオズボーン）
- 『ヒルナンデス!』 
  - 水卜麻美（日本テレビアナウンサー）
- 『news every.』 
  - 木原実[15]
  - そらジロー[15]
- 『ポシュレ』 
  - 児島浩次郎
- 土屋敏男
- 森圭介（日本テレビアナウンサー）

### スタッフ（映画）
- 原作 - 今野敏『ST 警視庁科学特捜班』シリーズ（講談社）
- 脚本 - 渡辺雄介
- 監督 - 佐藤東弥
- 音楽 - 木村秀彬
- 主題歌 - ファンキー加藤「太陽」（ドリーミュージック）
- 製作 - 中山良夫、福田博之、堀義貴、市川南、細野義朗、鈴木伸育、柏木登、桜井徹哉
- ゼネラルプロデューサー - 奥田誠治
- エグゼクティブプロデューサー - 神蔵克、伊藤響、門屋大輔
- プロデューサー - 森雅弘、藤村直人、星野恵
- ラインプロデューサー-高橋政彦
- 制作協力 - アバンズゲート
- 企画・製作幹事 - 日本テレビ放送網
- 制作プロダクション - 日テレアックスオン
- 配給 - 東宝
- 製作 - 映画「ST 赤と白の捜査ファイル」製作委員会（日本テレビ放送網、ホリプロ、東宝、スターダストピクチャーズ、講談社、バップ、博報堂DYメディアパートナーズ、札幌テレビ放送、宮城テレビ放送、静岡第一テレビ、中京テレビ放送、広島テレビ放送、福岡放送、日本テレビ系全国28社）